# Eugenio Derbez
Eugenio Alexandrino González Derbez (ur. 2 września 1961 w Milpa Alta) – meksykański aktor, komik i filmowiec pochodzenia francuskiego.
10 marca 2016 otrzymał własną gwiazdę w Alei Gwiazd w Los Angeles znajdującą się przy 7013 Hollywood Boulevard.

## Filmografia

### Filmy
- 1998: Dr Dolittle jako Lucky (hiszpańska wersja latynoamerykańska, głos)
- 1998: Mulan jako Mushu (hiszpańska wersja latynoamerykańska, głos)
- 2000: 102 dalmatyńczyki jako Waddlesworth (hiszpańska wersja latynoamerykańska, głos)
- 2001: Shrek jako Donkey (hiszpańska wersja latynoamerykańska, głos)
- 2001: Dr Dolittle 2 jako Lucky (hiszpańska wersja latynoamerykańska, głos)
- 2004: Shrek 2 jako Donkey (hiszpańska wersja latynoamerykańska, głos)
- 2004: Mulan II jako Mushu (hiszpańska wersja latynoamerykańska, głos)
- 2007: Shrek Trzeci jako Donkey (hiszpańska wersja latynoamerykańska, głos)
- 2008: Hellboy: Złota armia jako Johann Krauss (hiszpańska wersja latynoamerykańska, głos)
- 2008: Cziłała z Beverly Hills jako właściciel sklepu (hiszpańska wersja latynoamerykańska, głos)
- 2010: Shrek Forever jako Donkey (hiszpańska wersja latynoamerykańska, głos)
- 2011: Jack i Jill (Jack and Jill) jako Felipe / babcia Felipe
- 2012: Edukacja Grace (Girl in Progress) jako niewykonalna misja
- 2013: Piłkarzyki rozrabiają jako Rico (głos)
- 2016: Sekretne życie zwierzaków domowych jako Snowball (hiszpańska wersja latynoamerykańska, głos)
- 2017: Latynoski ogier (How to Be a Latin Lover) jako Maximo
- 2017: Sandy Wexler jako Ramiro Alejandro
- 2017: Geostorm jako Hernandez
- 2018: I że ci nie odpuszczę (Overboard) jako Leonardo Montenegro
- 2018: Dziadek do orzechów i cztery królestwa jako Florian (głos)
- 2018: Grinch jako Grinch (głos)
- 2019: Dora i Miasto Złota jako Alejandro Gutierrez
- 2019: Sekretne życie zwierzaków domowych 2 jako Snowball (hiszpańska wersja latynoamerykańska, głos)

### Seriale TV
- 2000: Mała księżniczka jako Mil Caras
- 2012: Rob jako Héctor
- 2014: Jeden gniewny Charlie jako Eugene
- 2019: Harmidom jako dr Arturo Santiago (głos)
- 2019: Angry Birds 2 jako Glenn (głos)
- 2019: Elena z Avaloru jako Guillermo (głos)
- 2019-2020: Wielkodomscy (The Casagrandes) jako dr Arturo Santiago (głos)